# Vaupés (rijeka)
Vaupés (por. Rio Uaupés, špa. Río Vaupés) je velika lijeva pritoka Rio Negra duga 1 375 km.

## Geografske karakteristike
Vaupés izvire u kolumbijskim kišnim šumama nakon tog teče u smjeru sjeveroistoka sve do granice s Brazilom, nakon što uđe u Brazil, prima svoju najveću pritoku Papurí. 
Nešto uzvodno od brazilskog grada São Gabriel da Cachoeira spaja se s Rio Negrom. Vaupés je crnovodna rijeka.

## Vanjske poveznice
- Rio Uaupés na portalu Ongestilodevida  Arhivirana inačica izvorne stranice od 1. ožujka 2021. (Wayback Machine) (port.)